# Achaetops pycnopygius
El saltarrocas de Damara (Achaetops pycnopygius) es una especie de ave paseriforme en la familia Macrosphenidae, aunque anteriormente se clasificaba en Sylviidae y en Timaliidae. Es el único miembro del género monotípico Achaetops.
Es nativo de Angola y Namibia.

## Subespecies
Se reconocen las siguientes subespecies:
- A. p. pycnopygius (Sclater, PL, 1853), en la zona costera sur de Angola y norte de Namibia.
- A. p. spadix Clancey, 1972, en el interior del sur de Angola.